# Prière de saint François
La prière de saint François est une prière chrétienne pour la paix. Communément mais erronément attribuée à François d'Assise, elle apparaît pour la première fois en 1912.

## Histoire

### Années 1910: texte anonyme

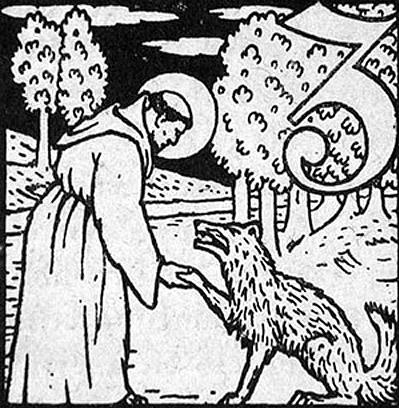
Gravure de 1911 avec saint François.

La première version connue est publiée dans le numéro de décembre 1912 de La Clochette (bulletin de la Ligue de la Sainte Messe) par le prêtre normand Esther Bouquerel (1855-1923). Elle se présente comme un texte anonyme, intitulé « Belle Prière à faire pendant la Messe », comme l'a montré Christian Renoux dans son livre sur l'histoire de cette prière.
L’auteur et la date de création de ce texte restent inconnus. Cependant l’abbé Bouquerel pourrait en être l’auteur, car sa revue eucharistique contient essentiellement des textes de sa main.
La prière est reproduite déjà en janvier 1913 dans le bulletin Les Annales de Notre-Dame de la Paix du chanoine Louis Boissey (1859-1932), curé normand engagé pour la paix et abonné à La Clochette. En 1915, le marquis Stanislas de la Rochethulon et Grente (1862-1945), lecteur des Annales, l'envoie au pape dans une lettre manuscrite, avec un titre inattendu : « Prière du Souvenir Normand au Sacré-Cœur inspirée du testament de Guillaume le Conquérant, Rouen Saint-Gervais, 9 sept. 1087 » .
Le texte rejoint les préoccupations du pape, qui en fait publier une traduction en italien en première page de L'Osservatore Romano le 20 janvier 1916. Le journal La Croix retraduit le texte en français le 28 janvier 1916 avec ce commentaire : « On lit dans l’Osservatore Romano : Le « Souvenir normand » a fait parvenir au Saint-Père le texte de quelques prières pour la paix. Il nous plaît de reproduire notamment celle qui est adressée au Sacré Cœur et qui s’inspire du testament de Guillaume le Conquérant. La voici textuellement dans sa touchante simplicité. (…) Le Saint-Père a vivement goûté cette émouvante prière, et il est souhaitable qu’elle trouve un écho dans tous les cœurs et qu’elle soit l’expression du sentiment universel ».
Le père Étienne Benoît, visiteur du Tiers-Ordre franciscain de la région de Reims, l’imprime vers 1916-1918 sous le titre « Prière pour la Paix ». Le texte figure au dos d’une image de saint François d’Assise, mais il n'est pas explicitement attribué à celui-ci. Benoît écrit dans une note : « Cette prière résume merveilleusement la physionomie extérieure du véritable Enfant de Saint François et les traits saillants de son caractère. Que tous les Tertiaires du district de Reims en fassent leur programme de vie. Le plus sûr moyen de le réaliser est encore de réciter pieusement cette formule tous les jours et de demander à Dieu, avec ferveur, la grâce de la mettre en pratique ».

### Dès 1927: texte attribué à saint François

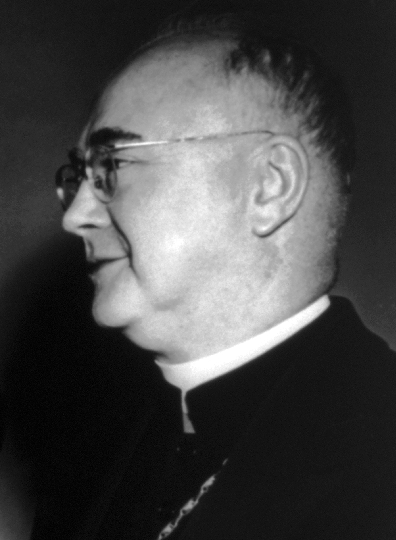
Le cardinal Spellman.

En 1927, cette prière est pour la première fois associée à saint François d'Assise par des pacifistes protestants français, les Chevaliers du Prince de la Paix du pasteur réformé Étienne Bach (1892-1986). La diffusion du texte s’élargit mais reste limitée.
En 1936, Kirby Page (en), ministre de l’Église des Disciples du Christ, publie la prière dans son livre Vivre courageusement et l’attribue à saint François d’Assise. C'est le début d’une large diffusion dans les milieux protestants américains.
Pendant la Seconde Guerre mondiale, des Américains, dont le cardinal Spellman, archevêque de New York, la diffusent à des millions d'exemplaires. En 1946, elle est lue au Sénat par le sénateur Albert W. Hawkes.

### Traductions et diffusion
Il existe en 2001 près de cent versions françaises différentes du texte et bien plus encore de versions anglaises. Elle a été mise en musique par plus d'une centaine de compositeurs différents rien qu'aux États-Unis.
Elle a été récitée ou mentionnée par des personnalités nombreuses et éminentes dont Mère Teresa, la princesse Diana, Margaret Thatcher, Don Hélder Câmara, le pape Jean-Paul II et Bill Clinton, et commentée par plusieurs auteurs dont Lanza del Vasto ou Leonardo Boff.
Elle est intégrée dans le Programme des Douze Étapes des Alcooliques anonymes.
La « prière de Saint-François » est aujourd'hui une des prières les plus célèbres au monde[réf. nécessaire].

## Texte
--------------- colonne 1 --------------
| Plus ancienne version connue Seigneur, faites de moi un instrument de votre paix. Là où il y a de la haine, que je mette l’amour. Là où il y a l’offense, que je mette le pardon. Là où il y a la discorde, que je mette l’union. Là où il y a l’erreur, que je mette la vérité. Là où il y a le doute, que je mette la foi. Là où il y a le désespoir, que je mette l’espérance. Là où il y a les ténèbres, que je mette votre lumière. Là où il y a la tristesse, que je mette la joie. Ô Maître, que je ne cherche pas tant à être consolé qu’à consoler, à être compris qu’à comprendre, à être aimé qu’à aimer, car c’est en donnant qu’on reçoit, c’est en s’oubliant qu’on trouve, c’est en pardonnant qu’on est pardonné, c’est en mourant qu’on ressuscite à l’éternelle vie. La Clochette, n° 12, déc. 1912, p. 285. | Traduction anglaise la plus courante Lord, make me an instrument of Thy peace; where there is hatred, let me show love; where there is injury, pardon; where there is doubt, faith; where there is despair, hope; where there is darkness, light; and where there is sadness, joy. O Divine Master, grant that I may not so much seek to be consoled as to console; to be understood, as to understand; to be loved, as to love; for it is in giving that we receive, it is in pardoning that we are pardoned, and it is in dying that we are born to Eternal Life. |